# Cimbex quadrimaculatus
Cimbex quadrimaculatus (лат.) — вид насекомых из семейства булавоусых пилильщиков.

## Распространение
Европа и Ближний Восток.

## Описание
Длина около 21 мм. Голова большая. Тело толстое.
Личинки белесые, с чёрными и жёлтыми отметинами.